# 鲁文·米查维拉
鲁文·米查维拉（西班牙語：Rubén Michavila，1970年5月11日—），西班牙男子水球运动员。他曾代表西班牙国家队参加1992年夏季奥林匹克运动会水球比赛，获得一枚银牌。他也曾获得1998年世界游泳锦标赛男子水球冠军。